# Сусрети професионалних луткарских позоришта Србије
Сусрети професионалних позоришта лутака Србије су републичка манифестација која се, почев од 1962. године, у почетку сваке друге, потом сваке године одржава у другом граду, односно, у једном од шест градова који имају луткарску сцену (Суботица, Нови Сад, Зрењанин, Београд, Ниш, Крагујевац). Сваке године учествују сва професионална луткарска позоришта Србије представљајући своја најзначајнија остварења из претходне сезоне. 
То Сусрете професионалних позоришта лутака чини јединим еснафским фестивалом у Србији, који је збориште луткарске уметности. 
Настао је као потреба да се кроз стални фестивал подстиче и унапређује луткарство у Србији, а прерастао је у непрекидни подстицај савременог домаћег луткарског стваралаштва и врхунског извођачког квалитета. 
Фестивал је такмичарског карактера. 
Стручни жири додељује - десет глумачких награда:
- награду за најбољу креаацију лутака и сценографије,
- награду за најбољу музику,
- за најбољег глумца са лутком
- награду за најбољу режију
- гран при награду итд.[3][4]

Дечији жири додељује награде у категоријама:
- најгласнији аплауз
- луткарске чаролије
- нај, нај представа[4]

Пратећи програм Сусрета су радионице за децу, изложбе лутака, разне друге изложбе и промоције издања везаних за луткарство.
Сусрети професионалних позоришта лутака Србије организују се у сарадњи са УНИМА центром Србије, а под покровитељством Секретаријата за културу градова организатора и Министарства културе и информисања.
Овај Фестивал се већ годинама углавном одржава у истом термину тј. последње недеље новембра месеца. 